# تييري فان دن ديلي
تييري فان دن ديلي (بالفرنسية: Thierry Van Den Daele) مواليد 27 مايو 1966، هو لاعب كرة مضرب فرنسي سابق وكان يلعب باليد اليسرى. أعلى تصنيف له في الفردي كان المركز الـ 315 في سنة 1987. أعلى تصنيف له في الزوجي كان المركز الـ 798 في سنة 1987.

## روابط خارجية
- تييري فان دن ديلي على موقع رابطة محترفي التنس (الإنجليزية)
- تييري فان دن ديلي على موقع الاتحاد الدولي لكرة المضرب (الإنجليزية)
- تييري فان دن ديلي على موقع خلاصة التنس.كوم (الإنجليزية)